# Carmenta dinetiformis
Carmenta dinetiformis is een vlinder uit de familie wespvlinders (Sesiidae), onderfamilie Sesiinae.
Carmenta dinetiformis is voor het eerst wetenschappelijk beschreven door Francis Walker in 1856. De soort komt voor in het Neotropisch gebied.